# Montes Dangrek
Los Montes Dangrek (en jemer ជួរភ្នំដងរែក, Chuor Phnom Dângrêk, en tai ทิวเขาพนมดงรัก Thiu Khao Phanom Dongrak y en lao Sayphou Damlek - traduce "balanza de transporte". ) son una cadena montañosa situada en Tailandia, partes de Laos y en el noroeste de Camboya. 

## Topografía
Miden cerca de 320 km, desde el Mekong hasta las tierras altas cercanas a San Kamphaeng, en el norte de Tailandia. 
Tienen una altura media de 500 m s. n. m. y marcan la frontera entre el Noroccidente de Camboya con la región tailandesa de Isan. 
Los Dangrek son relativamente bajos, pues su punto más elevado tiene 761 m s. n. m.

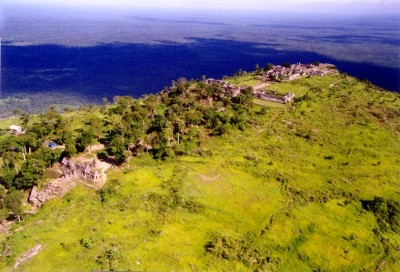
Templo de Preah Vihear en los montes Dangrek.